# Le notti di Cabiria
Le notti di Cabiria is een Italiaans-Franse dramafilm uit 1957 onder regie van Federico Fellini.

## Verhaal
De goedgelovige prostituee Cabiria ontsnapt aan de verdrinkingsdood na eerst te zijn bestolen door de man die ze voor haar grote liefde hield. Niettemin blijft ze rotsvast geloven in de ware liefde. Na een nacht met de beroemde acteur Alberto Lazzari ontmoet ze de aardige doch verlegen boekhouder Oscar. Ze wordt alweer smoorverliefd, totdat Oscar op een nacht vertrekt met al haar spaargeld. Nadat ze zelfmoord heeft overwogen, vindt ze 's morgens vroeg weer hoop in de tonen van een lied van enkele jonge muzikanten.

## Rolverdeling
| Acteur           | Personage       |
| ---------------- | --------------- |
| Giulietta Masina | Cabiria         |
| François Périer  | Oscar D'Onofrio |
| Franca Marzi     | Wanda           |
| Dorian Gray      | Jessy           |
| Aldo Silvani     | Hypnotiseur     |
| Ennio Girolami   | Amleto          |
| Mario Passante   | Oom van Amleto  |
| Christian Tassou |                 |
| Amedeo Nazzari   | Alberto Lazzari |

## Prijzen en nominaties
| Jaar | Prijs  | Categorie               | Genomineerde(n)  | Uitslag  |
| ---- | ------ | ----------------------- | ---------------- | -------- |
| 1958 | Oscars | Beste buitenlandse film | Federico Fellini | Gewonnen |